# 若王子耳夫
若王子 耳夫（わかぷりんす みみお）は、日本の音楽家。静岡県静岡市出身。
1989年から1990年まで電気グルーヴのメンバーとして在籍。在籍時はギターとストリングスを担当した。

## 経歴
石野卓球の高校の同級生という縁で1985年7月23日の静岡サーカスタウンでのライブから電気グルーブの前身バンド「人生（ZIN-SÄY!）」に加入するも「ギャグレベルが低い」という理由から、たった1回のライブでクビになる。翌年1986年10月10日、静岡モッキンバードでのライブから正式に再加入した。その後、一浪して東京国際大学に進学し、1987年春から活動の拠点を東京に移す。また大学では、劇団健康（現・劇団ナイロン100℃）に所属していた三宅弘城や筋肉少女帯の大槻モヨコ（現・大槻ケンヂ）と知り合う。特に大槻とは畳三郎（現・ピエール瀧）と共に「まんが道」というユニットを組んでいたことがある。
人生時代は奇声を発しまくるハイテンションなボーカルスタイルで知られた。ちなみに人生時代の持ち歌「耳夫サンバ」は初期のスチャダラパーもサンプリングしている。
1989年4月、人生解散を記念したラストツアー「おばば崩御 さよならおばば（EX分度器）ツアー」に参加。その後、石野に誘われて初台駅近くにあるデニーズ西新宿店で「電気グルーブ」を結成する。しかし、同年8月20日に大阪・十三ファンダンゴで行われたデビューライブには交通事故のため出演できず、1989年12月7日の新宿LOFTでの東京初ライブ「DG NO.1」から音楽活動を再開するが、1990年5月7日の新宿サウンドハウスでの公演終了後、プログラミング担当の高橋ブタオと共に電気グルーヴを脱退した。電気グルーブのメンバーとして作品への参加は初期の代表曲「電気ビリビリ」「WE ARE」「N.O.」の原曲を収録したインディーズ1stアルバム『662 BPM BY DG』までとなる。
その後はナゴムレコードのレーベルメイトであった死ね死ね団のベーシストとなり、1994年からはBEYONDSのベーシスト中村修一が結成したBadge714に加入する。2003年からは松田岳二のCUBISMO GRAFICO FIVEに330 mimio名義でギタリストとして在籍していたが、2009年8月23日のライブを最後に脱退する。以降の活動状況は不明。かつてピエール瀧とはナゴム時代に「悲しい」というユニットも組んでいた。